# 三角形-正方形鑲嵌
在幾何學中，三角形-正方形鑲嵌是指由三角形與正方形組成的鑲嵌。包含了兩種半正鑲嵌圖和七種擬半正鑲嵌圖（不均勻半正鑲嵌圖）
| 扭稜正方形鑲嵌 · p4g, [4+,4], (4*2) · p4, [4,4]+, (442) | 異扭稜正方形鑲嵌 cmm, [∞,2+,∞], (2*22)      | 二階正方形-三角形鑲嵌 cmm, [∞,3+,∞], (2*32) |
|                                                         |                                             |                                             |
| 三階正方形-三角形鑲嵌 cmm, [∞,4+,∞], (2*42)             | 正方形-二階三角形鑲嵌 cmm, [∞,3+,∞], (2*32) | 正方形-三階三角形鑲嵌 cmm, [∞,4+,∞], (2*42) |
|                                                         |                                             |                                             |
|                                                         |                                             |                                             |

## 二階正方形-三角形鑲嵌
二階正方形-三角形鑲嵌是一種複合正多邊形密鋪，其為Krötenheerdt提出的較有系統的不均勻半正鑲嵌圖之一。其中二階並非是二階鑲嵌的二階，而是指該鑲嵌是由二排正方形和一排三角形交錯排列而成。
二階正方形-三角形鑲嵌是一種異扭稜正方形鑲嵌變體，又稱異扭稜正方形柱鑲嵌，因為它可以當作異扭稜正方形鑲嵌拆開後加入無限角柱。

### 對偶鑲嵌
二階正方形-三角形鑲嵌的對偶鑲嵌是正方形-柱形五邊形鑲嵌，也可以視為柱形五邊形鑲嵌的變體，又稱異扭稜正方形柱鑲嵌柱形五邊形柱鑲嵌，因為它可以當作柱形五邊形鑲嵌拆開後加入無限角柱。

## 三階正方形-三角形鑲嵌
三階正方形-三角形鑲嵌是一種複合正多邊形密鋪，其為Krötenheerdt提出的較有系統的不均勻半正鑲嵌圖之一。其中三階並非是三階鑲嵌的三階，而是指該鑲嵌是由三排正方形和一排三角形交錯排列而成，這種階數較類似魔術方塊的階數，即層數。
三階正方形-三角形鑲嵌是一種異扭稜正方形鑲嵌變體。

### 對偶鑲嵌
三階正方形-三角形鑲嵌的對偶鑲嵌是二階正方形-柱形五邊形鑲嵌，其中二階並非是二階鑲嵌的二階，而是指該鑲嵌是由二排正方形和一排三角形交錯排列而成。
二階正方形-柱形五邊形鑲嵌是一種柱形五邊形鑲嵌的變體。

## 正方形-三角形鑲嵌
異扭稜正方形鑲嵌可以視為此系列的一部分，正方形與三角形皆只有一層，當然也可以將正方形增加至四層，但這將會失去原有的對稱性。

## 正方形-二階三角形鑲嵌
正方形-二階三角形鑲嵌是一種複合正多邊形密鋪，其為Krötenheerdt提出的較有系統的不均勻半正鑲嵌圖之一。其中二階並非是二階鑲嵌的二階，而是指該鑲嵌是由一排正方形和二排三角形交錯排列而成。
正方形-二階三角形鑲嵌是一種異扭稜正方形鑲嵌變體，又稱異扭稜正方形反柱鑲嵌，因為它可以當作異扭稜正方形鑲嵌拆開後加入無限角反柱。
正方形-二階三角形鑲嵌與二階正方形-三角形鑲嵌相似，只差再重複的重負擔圓從正方形變為正三角形。此類鑲嵌也可以視為正方形鑲嵌的局部與正三角形鑲嵌的局部交錯組合。

### 對偶鑲嵌
正方形-二階三角形鑲嵌的對偶鑲嵌是六邊形-柱形五邊形鑲嵌，也可以視為柱形五邊形鑲嵌的變體。

## 正方形-三階三角形鑲嵌
正方形-三階三角形鑲嵌是一種複合正多邊形密鋪，其為Krötenheerdt提出的較有系統的不均勻半正鑲嵌圖之一。其中二階並非是二階鑲嵌的二階，而是指該鑲嵌是由二排正方形和一排三角形交錯排列而成。
正方形-三階三角形鑲嵌與三階正方形-三角形鑲嵌相似，只差再重複的重負擔圓從正方形變為正三角形。此類鑲嵌也可以視為正方形鑲嵌的局部與正三角形鑲嵌的局部交錯組合。

### 對偶鑲嵌
正方形-三階三角形鑲嵌的對偶鑲嵌是二階六邊形-柱形五邊形鑲嵌，其中二階並非是二階鑲嵌的二階。該鑲嵌也可以視為柱形五邊形鑲嵌的變體。